# Iolonioro (département)
Cet article concerne le département et la commune rurale. Pour le village chef-lieu, voir Iolonioro.
Iolonioro ou Nioronioro est un département et une commune rurale de la province de la Bougouriba, situé dans la région du Sud-Ouest au Burkina Faso.

## Géographie

### Démographie
- En 2006, Le département comptait 20 688 habitants recensés[1].

## Administration

### Villages
Le département et la commune rurale de Iolonioro est administrativement composé de quarante-et-un villages, dont le village chef-lieu homonyme (données de population consolidées issues du recensement de 2006) :
- Barkoura (205 habitants)
- Barséra (177 habitants)
- Binté (439 habitants)
- Botoro (393 habitants)
- Burkinao (415 habitants)
- Diassara (2 882 habitants)
- Djonlèra (512 habitants)
- Doumbouro (259 habitants)
- Dounkora (94 habitants)
- Dountélo (385 habitants)
- Gairo (468 habitants)
- Gbingué (2 847 habitants)
- Gomgombiro (300 habitants)
- Gongontiano (192 habitants)
- Hébrimpono (245 habitants)
- Iolonioro (ou Nioronioro) (355 habitants), chef-lieu
- Kambélédaga (529 habitants)
- Koursèra (475 habitants)
- Kpalbalo (171 habitants)
- Loukoura (986 habitants)
- Milpo (294 habitants)
- Niombouna (274 habitants)
- Niombripo (348 habitants)
- Nonkuéro (80 habitants)
- Ntonhéro (ou N’tonhéro) (517 habitants)
- Ouidiara (228 habitants)
- Pergdalembiro (222 habitants)
- Pokouro (193 habitants)
- Poyo (950 habitants)
- Sangolo (472 habitants)
- Sarambour (193 habitants)
- Saramboura (608 habitants)
- Sidoumoukar (239 habitants)
- Sidoumoukar-Hiro (117 habitants)
- Sinamanana (116 habitants)
- Tiarkiro (190 habitants)
- Tomena (910 habitants)
- Torkiaro (191 habitants)
- Wérinkéra (1 271 habitants)
- Yéyéra (786 habitants)
- Younora (160 habitants)